# Русская Поляна (железнодорожная станция, Омская область)
Ру́сская Поля́на — железнодорожная станция (населённый пункт) в Русско-Полянском районе Омской области России. Входит в состав Русско-Полянского городского поселения.
Население 137 чел. (2023) .

## Физико-географическая характеристика
Посёлок расположен в пределах Ишимской равнины, являющейся частью Западно-Сибирской равнины. Примыкает к южной окраине райцентра — пгт Русская Поляна. В окрестностях распространены чернозёмы языковатые южные. Гидрографическая сеть не развита: ближайший крупный водоём — озеро Жарылдыколь расположено примерно в 15 км к северу от посёлка.

## История
В соответствии с Законом Омской области от 30 июля 2004 года № 548-ОЗ «О границах и статусе муниципальных образований Омской области» посёлок вошёл в состав образованного муниципального образования «Русско-Полянское городское поселение».

## Население
| 2010 | 2011 | 2012 | 2013 | 2014 | 2015 |
| ---- | ---- | ---- | ---- | ---- | ---- |
| 251  | ↘250 | →250 | ↘240 | ↘233 | ↘229 |
| 2016 | 2017 | 2018 | 2019 | 2020 | 2021 |
| ↘220 | →220 | ↗221 | ↘212 | ↗221 | ↘134 |
| 2023 |      |      |      |      |      |
| ↗137 |      |      |      |      |      |

Гендерный состав
По данным Всероссийской переписи населения 2010 года в гендерной структуре населения из 251 человек мужчин — 113, женщин — 138	(45,0 и 55,0 % соответственно)
Национальный состав
Согласно результатам переписи 2002 года, в национальной структуре населения русские составляли 70 % от общей численности населения в 251 чел..

## Инфраструктура
Основные социальные объекты находятся в пос. Русская Поляна.

## Транспорт
У посёлка проходила железнодорожная линия Кзыл-Ту-Иртышское Западно-Сибирской железной дороги (станция Русская Поляна).